# Бурчоая
Бурчоая (рум. Burcioaia) — село у повіті Вранча в Румунії. Адміністративно підпорядковане місту Аджуд.
Село розташоване на відстані 202 км на північний схід від Бухареста, 41 км на північ від Фокшан, 123 км на південь від Ясс, 94 км на північний захід від Галаца, 133 км на схід від Брашова.

## Населення
За даними перепису населення 2002 року у селі проживали 518 осіб, усі — румуни. Усі жителі села рідною мовою назвали румунську.